# Blacklion
Blacklion (irlandais : An Blaic; autrefois An Leargaidh) est un village-frontière entre l'Irlande et l'Irlande du Nord (Royaume-Uni), à l'extrême nord-ouest du comté de Cavan.

## Géographie
Le village est situé sur la route nationale N16, juste de l'autre côté de la frontière avec le village de Belcoo (comté de Fermanagh). Le point de jonction des trois comtés de Cavan, Fermanagh et Leitrim se trouve juste au centre d'Upper Lough McNean.
Blacklion s'est construit entre Upper et Lower Lough MacNean. La rivière qui relie les deux lacs forme la frontière entre les comtés de Cavan et de Fermanagh (Irlande du Nord). 
Un pont sur cette rivière permet de relier Blacklion au village de Belcoo dans le comté de Fermanagh. Blacklion se trouve au pied de la colline jouxtant la montagne Cuilcagh que la frontière entre les deux pays traverse.

## Toponymie
Le nom d'origine du village est Largay (aussi Largy, Largain, Largin et Largan, issus du gaélique Leargaidh, flanc de colline).

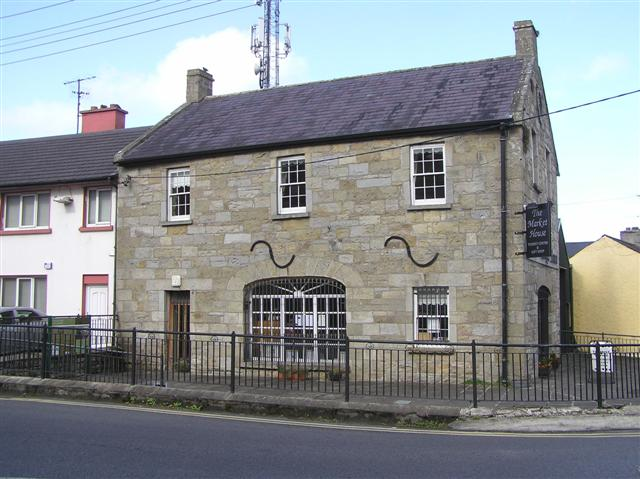
Le centre d'information touristique, autrefois Market House, une des plus anciennes maisons du village.

Le nom de Blacklion a été attribué en mémoire d'une auberge-relais de diligences installée dans le village,.

## Histoire

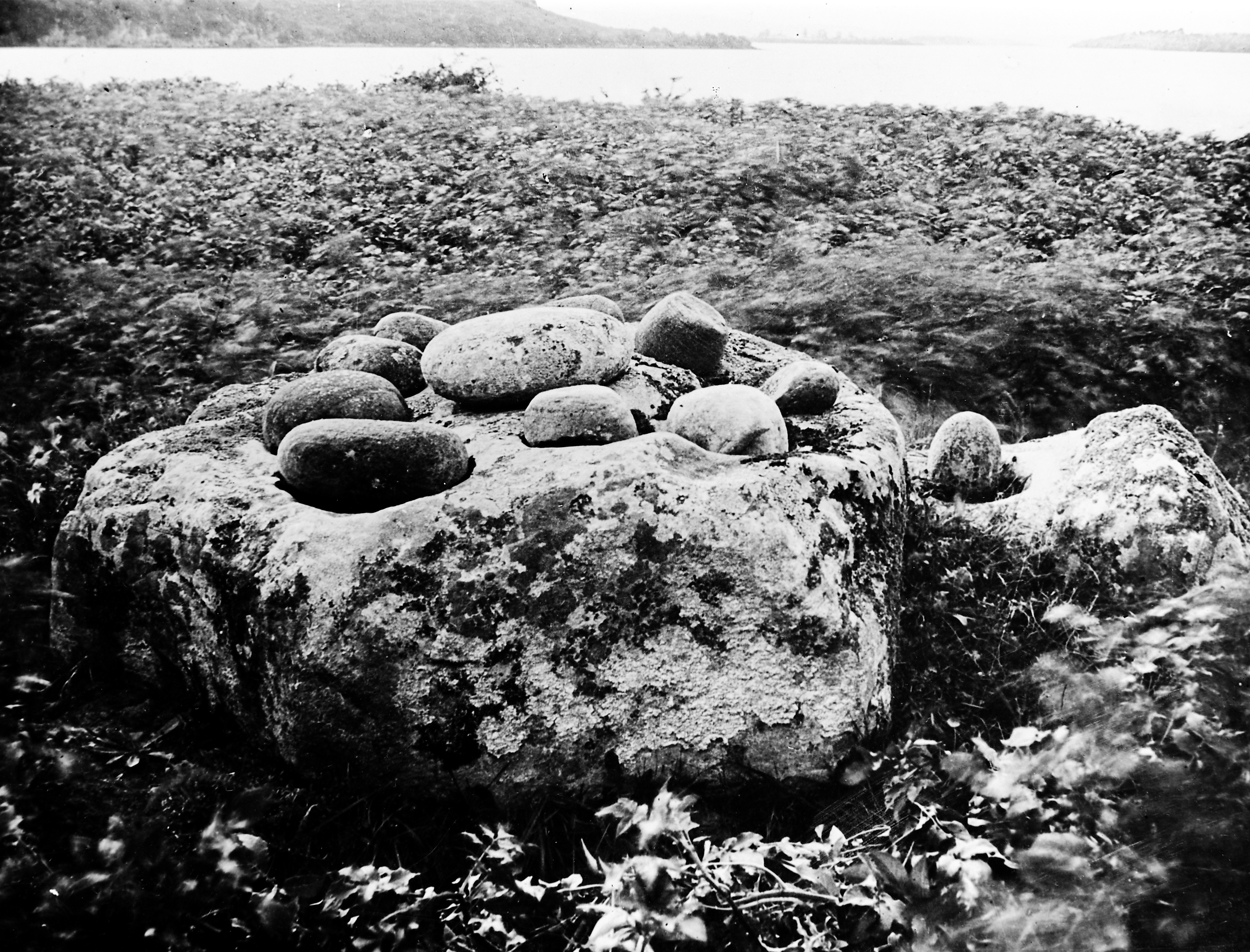
La pierre de sainte Brigid, un cairn.

Le village se trouve dans le townland de Tuam (irlandais : Tuaim, tumulus). Un cairn, un ciste et deux sites fortifiés sont situés dans le territoire et attestent d'une fréquentation humaine très ancienne des lieux.
La Sweat House Legeelan, irlandais : Log Fhaoileann de Legeelen, est un site archéologique à 5 km au sud de Blacklion. Il s'agit d'une petite structure de maçonnerie sèche appelée "Teach allais" (pavillon de sudation, au sens de sauna).
Les ruines de l'église médiévale Killesher sont à quelque 4 km de Blacklion, sur le versant d'une colline, entre Blacklion et Cladagh Bridge,,.
L'église primitive était dédiée à saint Lasser (ou Lasair).
La paroisse moderne de Killeshern, des diocèses de Kilmore(église catholique romaine) et Kilmore, Elphin et Ardagh (église d'Irlande), tient son nom de l'ancienne église.
Largy ou Largin a été un túath, appartenant aux Coffey McGoverns, dépendant du clan McGovern, du VIIIe siècle à la Plantation d'Ulster au XVIIe siècle. James I attribua ensuite les lieux à Nicholas Pynner,.
En 1625, les MacGovern se soulèvent contre le gouvernement britannique. 
Blacklion, lieu de traversée de la frontière est l'objet d'une attaque à la bombe en 1974,.

## Transports

### Transports ferroviaires
De 1879 à 1957, une ligne a relié Sligo à Blacklion et Belcoo. 
Le pont ferroviaire entre Belcoo et Blacklion a été dynamité par l'armée britannique à la fin des années 1970 pour empêcher l'armée républicaine irlandaise de faire passer des armes à travers la frontière.
La station la plus proche est maintenant celle de Sligo avec des trains pour Dublin Connolly.

### Transports routiers
Blacklion est une station des Bus Éireann sur le trajet Sligo-Manorhamilton-Enniskillen de la ligne express 66.

## Attractions locales
Le secteur dispose de plusieurs centres d'intérêt.
Les lacs Upper and Lower Lough MacNean, les grottes de Marble Arch, la réserve naturelle de Cladagh Glen, Florence Court et ses jardins, la forêt de Glenfarne et ses sentiers de randonnée, Shannon Pot (source de la  Shannon, le plus long fleuve d'Irlande) et le parc de la montagne Cuilcagh. À 3 km au sud de Blacklion se trouve Cavan Burren, contenant des vestiges néolithiques.
Le Cavan Way est constitué de 25 km de sentier balisé à partir de Dowra, comté de Cavan jusqu'à Blacklion.  Il est relié avec l'Ulster Way à Blacklion, le Leitrim Way et le Beara-Breifne Way à Dowra.
Blacklion dispose aussi d'un terrain de golf neuf trous et du restaurant, the MacNean Bistro. 
Upper Lough Macnean est un lieu de pêche fréquenté (brême, gardon, brochet, perche, anguille et truite.
Le parcours de marche permet de faire le tour des lacs.

## Personnalités locales
- Séamus Dolan (1914–2010), Fianna Fáil politicien, Cathaoirleach (chairman) de Seanad Éireann de 1977 à 1981.
- Neven Maguire (1974- ), personnalité de la télévision, né à Blacklion, propriétaire du restaurant familial dans le village.
- Anthony Booth (1931- ) a vécu à Blacklion[14] de 2003 à 2009.  Tony, acteur de films et de shows à la télévision, Coronation Street et  Till Death Us Do Part, est parfois plus connu comme beau-père de Tony Blair, ancien premier ministre britannique.

- Yellow Cathal (1680-1756). Le townland de Barran, à près de 5 km du village est le lieu de naissance du poète gaélique Cathal Buí Mac Giolla Ghunna, ("Yellow Cathal McElgunn").

## Sports
Blacklion héberge le club Gaelic Athletic Association, les Shannon Gaels. Le club couvre la région de Blacklion, Glangevlin et une partie de Dowra.
Le club tire son nom du Shannon Pot, la source du fleuve Shannon, à l'ouest du village, au pied de la montagne Cuilgah.